# Caj-Gunnar Lindström
Caj-Gunnar Axel Lindström, född 18 april 1942 i Pojo, är en finländsk ekonom.
Lindström blev ekonomie doktor 1971. Han var 1972–1993 professor i allmän företagsekonomi vid Handelshögskolan vid Åbo Akademi (dess rektor 1974–1980) och 1982–1988 rektor för Åbo Akademi; avdelningschef vid högskole- och universitetsämbetet i Stockholm 1990–1992. Han innehade 1993–2005 posten som skattmästare för Stiftelsen för Åbo Akademi.
Lindström har publicerat ett stort antal artiklar och böcker i företagsekonomi samt arbeten om forskningspolitik och högskolepolitik. Han utnämndes till hedersdoktor vid Åbo Akademi 2005.

## Utmärkelser, ledamotskap och priser
- Ledamot av Vetenskapssocieteten i Lund (LVSL, 1980)[2]